# Trebsen/Mulde
Trebsen/Mulde is een gemeente en plaats in de Duitse deelstaat Saksen, gelegen in het Landkreis Leipzig. De plaats telt 3.795 inwoners.

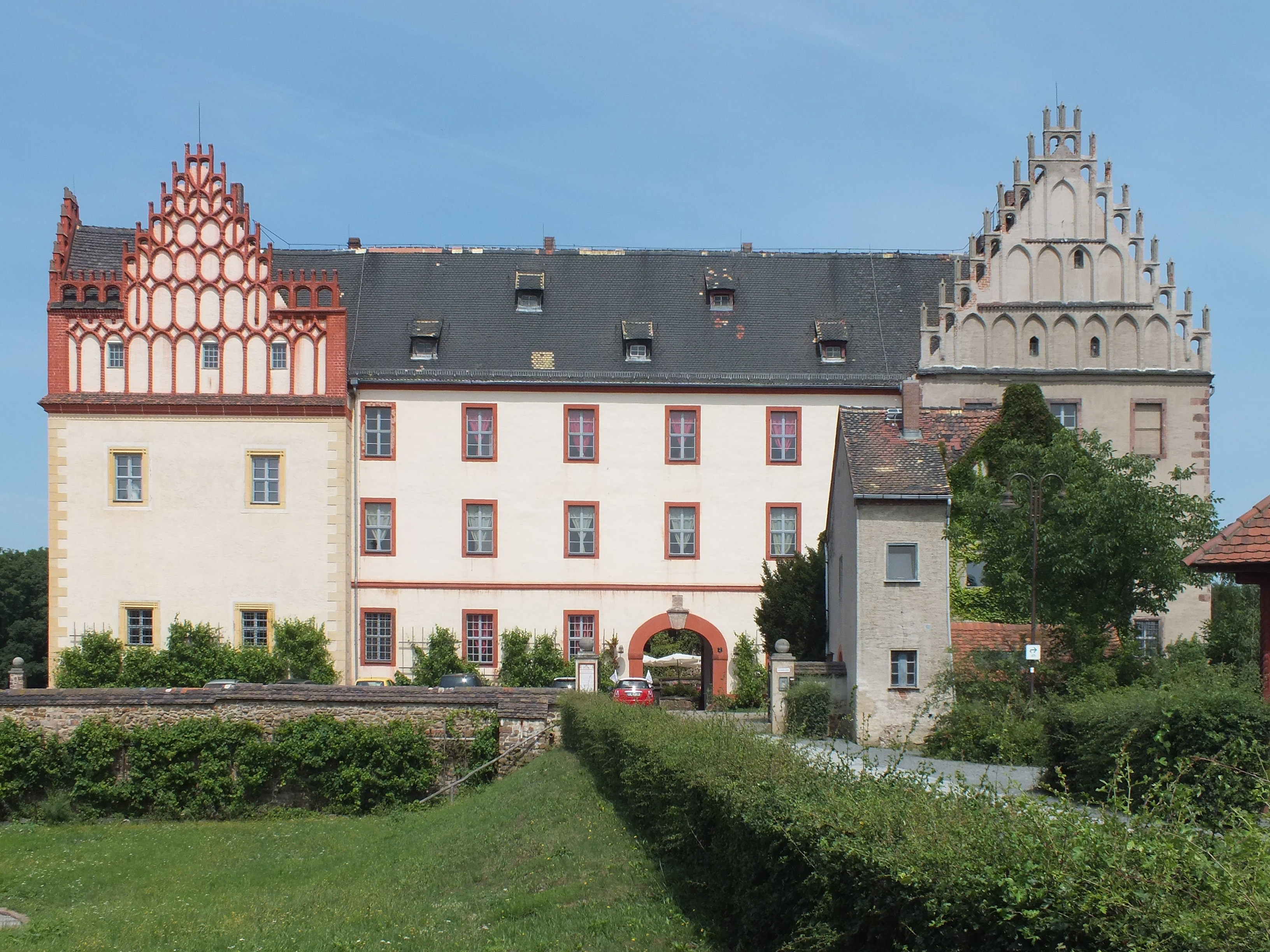
Kasteel Trebsen
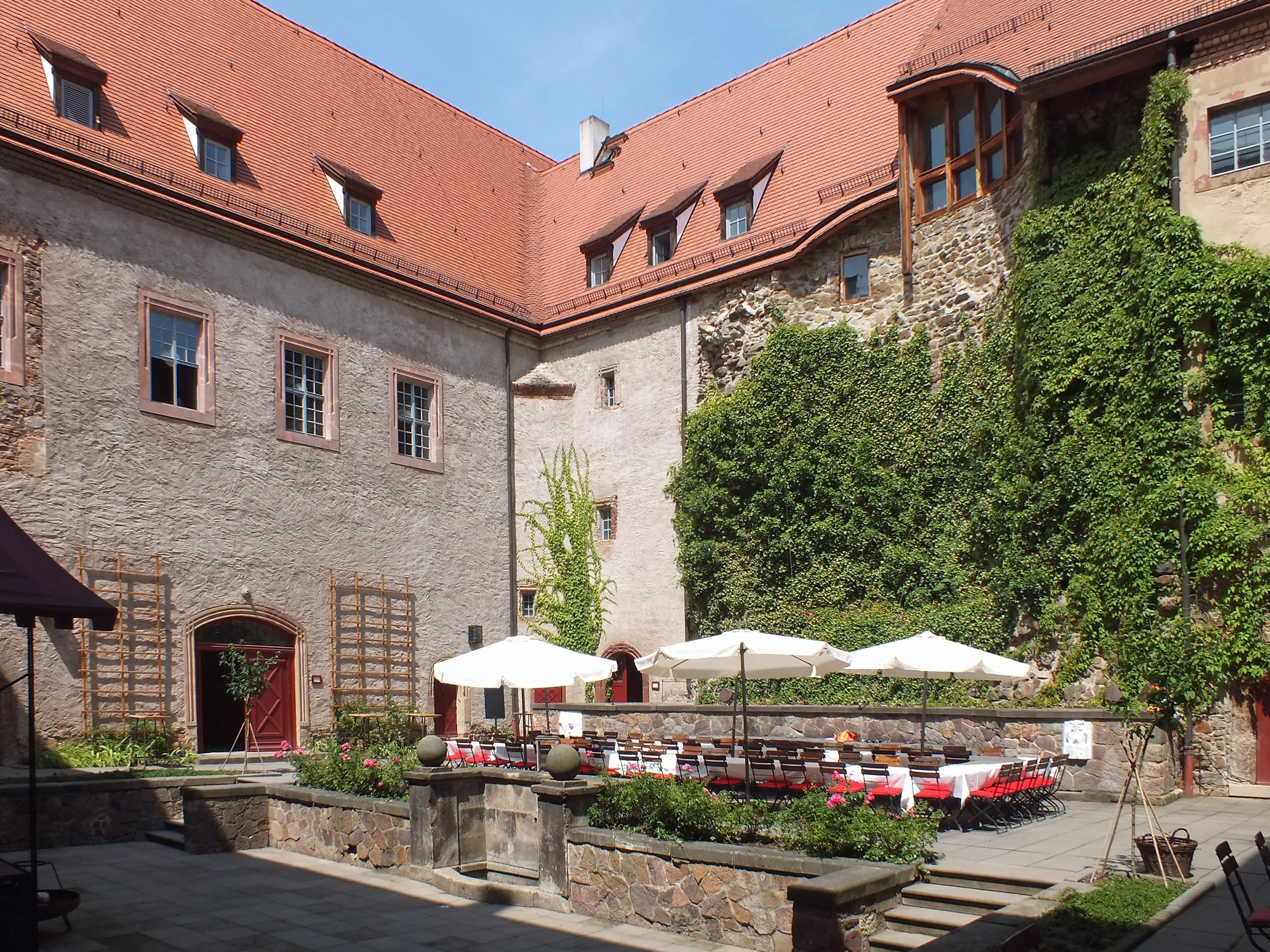
Binnenplaats van het kasteel
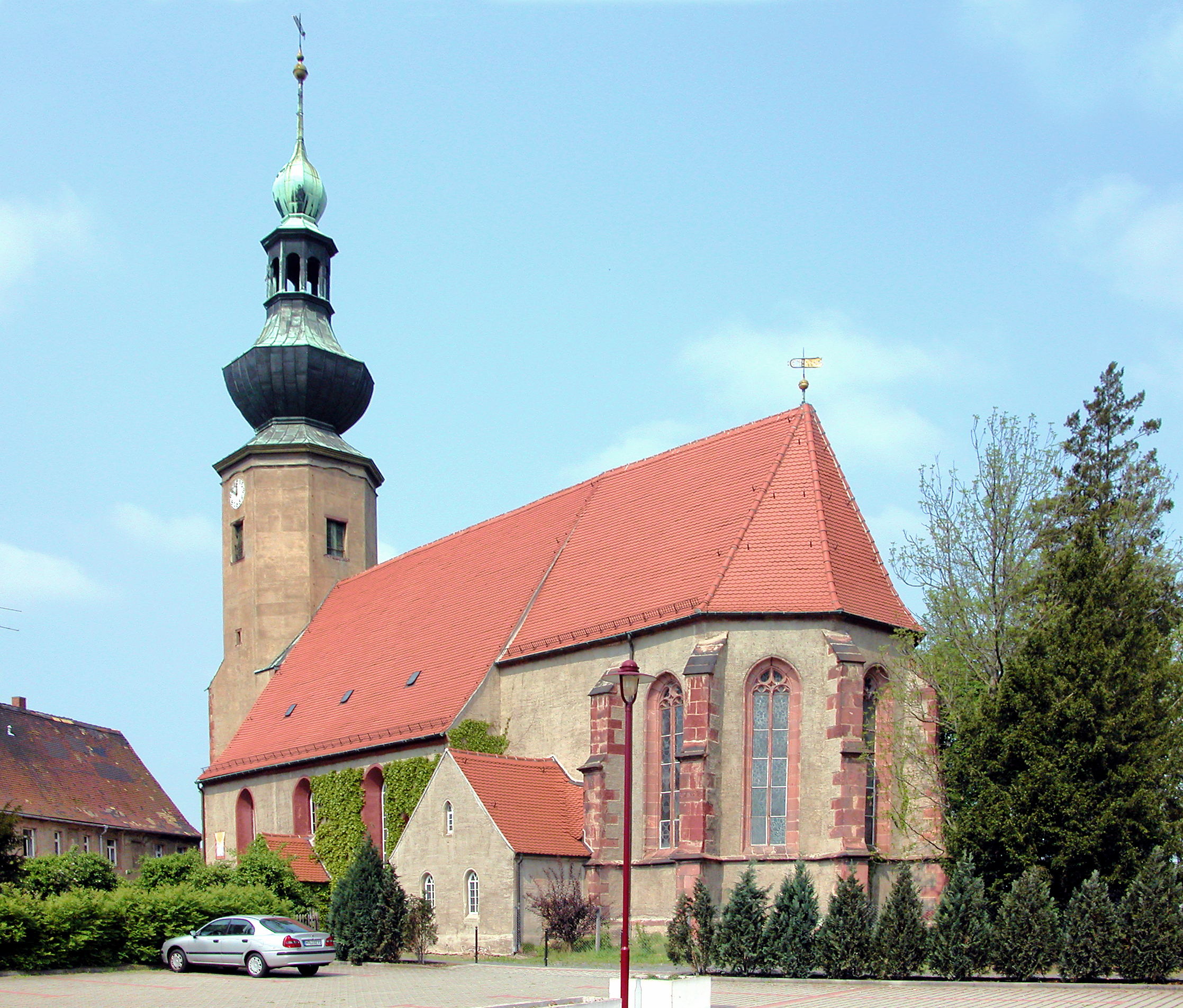
Evangelisch-lutherse kerk in Trebsen

De gemeente grenst in het noorden aan Wurzen en in het zuiden en zuidoosten aan Grimma. 
Kasteel Trebsen dateert uit 1494 en werd in het begin van de 21e eeuw gerenoveerd. Het kasteel huisvest o.a. een evenementenlocatie en een restaurant. Iedere zomer vindt er een Duitse versie van de Schotse Highland Games plaats, met naast Duitse ook Schotse deelnemers.
Het stadje Trebsen, gelegen aan de Mulde, beschikt over enige historische, monumentale gebouwen, waaronder een 12e-eeuwse, evangelisch-lutherse kerk, die in de 18e eeuw in barokstijl is gerenoveerd. 
Vermoedelijk verkreeg Trebsen in of vóór de 15e eeuw stadsrechten, maar documenten over de toekenning daarvan zijn niet bewaard gebleven. 
Trebsen  bezat in de 20e eeuw een vrij grote papierfabriek, die niet meer bestaat.
Het stadje heeft drie steengroeven. De bodem bevat het mineraal porfier. Daarnaast is de landbouw nog van enige betekenis.  De evenementen in het kasteel van de stad  dragen bij tot de toename van het toerisme in de gemeente.